# Matej Mudrinjak
Matej Mudrinjak, hrvatski reprezentativni rukometaš
Igrač Zagreba.
S mladom reprezentacijom 2013. osvojio je srebro na svjetskom prvenstvu.